# 王守信 (元朝)
王守信（1238年—1293年），霸州大城县（今河北省大城县）人，元朝将领。
父亲王英，水军千户，赐银符，讨李璮阵亡。王守信袭父千户，驻守胶州。围襄阳有功，换金符。攻打樊城，登其外郭，获宋舰三十艘。攻克樊城，擒获宋将徐麟。跟随伯颜渡长江，在柳林击败宋军，擢升为都镇抚。参与沙洋、新城之战，在阳逻拒击夏贵，有功。跟随都元帅府定江西，授宣武将军、管军总管。转战广东，攻克韶州，授明威将军。在兴国云坑击败文天祥，获其妻儿。在广州击败张世杰，获战舰一百八十艘。再授明威将军。入觐忽必烈，赐虎符，之后驻守广州。剿灭反元武装崖石寨、李梓发、林桂芳、潘舍人、欧南喜、黎德、吴林等人。召入大都，加怀远大将军、同知广东宣慰司事，赐衣服、弓矢、鞍勒。行省请求尚书省留下他，王守信前后在广东十八年，斩获敌首二百七十一人。至元三十年去世，年五十六岁。其子王弼，新州同知。